# Стычновский
Стычно́вский — посёлок в Константиновском районе Ростовской области России.
Административный центр Стычновского сельского поселения.

## Население
| 2010 |
| ---- |
| 368  |

## Улицы
- ул. Дальняя,
- ул. Лесная,
- ул. имени Лукаша,
- ул. Молодёжная,
- ул. Пионерская,
- ул. Степная,
- ул. Центральная.